# Grupo Petrópolis
Grupo Petrópolis is een Braziliaanse brouwerijgroep (voorheen bekend als Cervejaria Petrópolis) en drankenproducent met hoofdzetel in Petrópolis. Sinds september 2011 is Petrópolis de tweede grootste brouwerij in Brazilië met een markaandeel van 11,3% (2013).

## Geschiedenis
De groep werd opgericht in 1994, waarna bier onder het merk Itaipava op de markt werd gebracht. In 1998 werd de brouwerij opgekocht door de zakenman Walter Faria, die vervolgens ook brouwerij Crystal opkocht. In 2010 tekende het bedrijf een overeenkomst met de Duitse Klosterbrauerei Weltenburg uit Kelheim om het bier Weltenburger Kloster in Brazilië te produceren.
De groep heeft vijf productie-eenheden en verdeelpunten, in Petrópolis (RJ), Teresópolis (RJ), Boituva (SP), Rondonópolis (MT) en Alagoinhas (BA). Deze laatste brouwerij werd geopend in 2013. De opstart van de nieuwe brouwerij in Itapissuma is voorzien rond midden 2014.

## Merken

### Bieren
- Itaipava
- Crystal
- Lokal
- Black Princess
- Weltenburger Kloster

### Alcoholische dranken
- Vodka Blue Spirit
- Vodka Nordka

### Non-alcoholische dranken
- Petra
- TNT Energy Drink
- Ironage